# Бутеа (Удине)
Бутеа је насеље у Италији у округу Удине, региону Фурланија-Јулијска крајина.
Према процени из 2011. у насељу је живело 72 становника. Насеље се налази на надморској висини од 900 м.